# Festival Internacional de Cine de Locarno

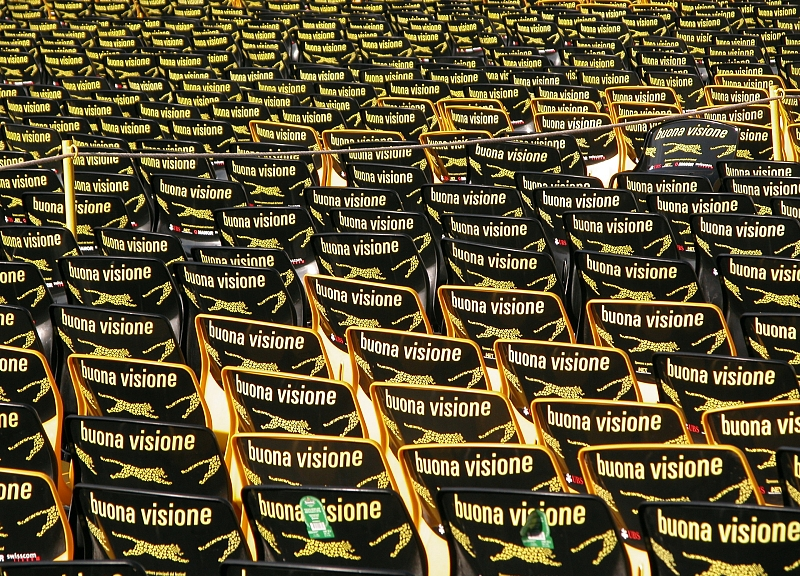
Sillas en la Piazza Grande, para la proyección de una película.

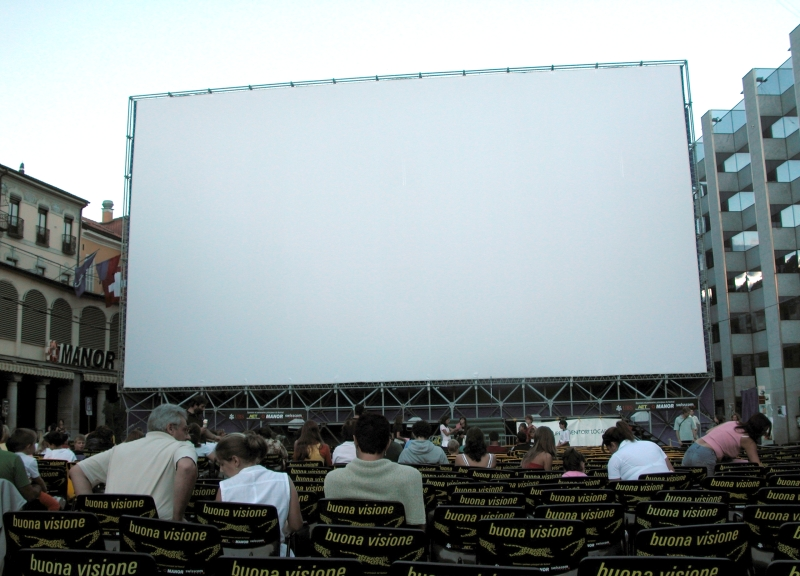
La pantalla del festival, en la Piazza.

El Locarno Festival es un festival de cine internacional que se celebra en la localidad suiza de Locarno, situada en el cantón de Ticino. El festival, cuya primera edición se celebró el 23 de agosto de 1946, se convoca cada año en el mes de agosto.
La particularidad del festival es la proyección de películas en la Piazza Grande donde se instala una de las pantallas de cine más grandes de Europa con asientos al aire libre para 8000 personas, .
El premio más importante del festival es el «Leopardo de Oro» que premia a la mejor película. Otros premios son el «Leopardo de Plata» (segundo puesto) y el «Leopardo de Bronce» (al mejor actor y a la mejor actriz).
Desde 2004 se entrega también el «Excellence Award». Es un prestigioso premio que reconoce la labor de actores y actrices aclamados internacionalmente que, con su talento y trayectoria, han enriquecido el séptimo arte. Algunos de los homenajeados con este premio han sido Oleg Menchikov, Susan Sarandon, John Malkovich, Willem Dafoe, Carmen Maura, Michel Piccoli, Toni Servillo, Chiara Mastroianni, Isabelle Huppert, Victoria Abril, Christopher Lee, Juliette Binoche o Giancarlo Giannini.

## Historia
El de Locarno es el segundo más antiguo después del Festival Internacional de Cine de Venecia.  Fue el primer festival de cine europeo que se celebró tras la II Guerra Mundial, el 23 de agosto de 1946. Un mes más tarde, del 20 de septiembre al 5 de octubre de 1946 se celebró la primera edición del Festival de Cine de Cannes.  La primera película premiada en 1946 fue Diez Negritos, And Then There Were None (Y no quedó ninguno) versión de  dirigida por René Clair
El festival de cine de Locarno está considerado por la crítica como un espacio desde sus inicios interesado  por los grandes cineastas norteamericanos y europeos que "impulsó vanguardias como la Nueva Ola checoslovaca o el Cinema Novo brasileño, abriéndose a cines periféricos como el asiático, el iraní o el iberoamericano".

## El Leopardo, símbolo del festival

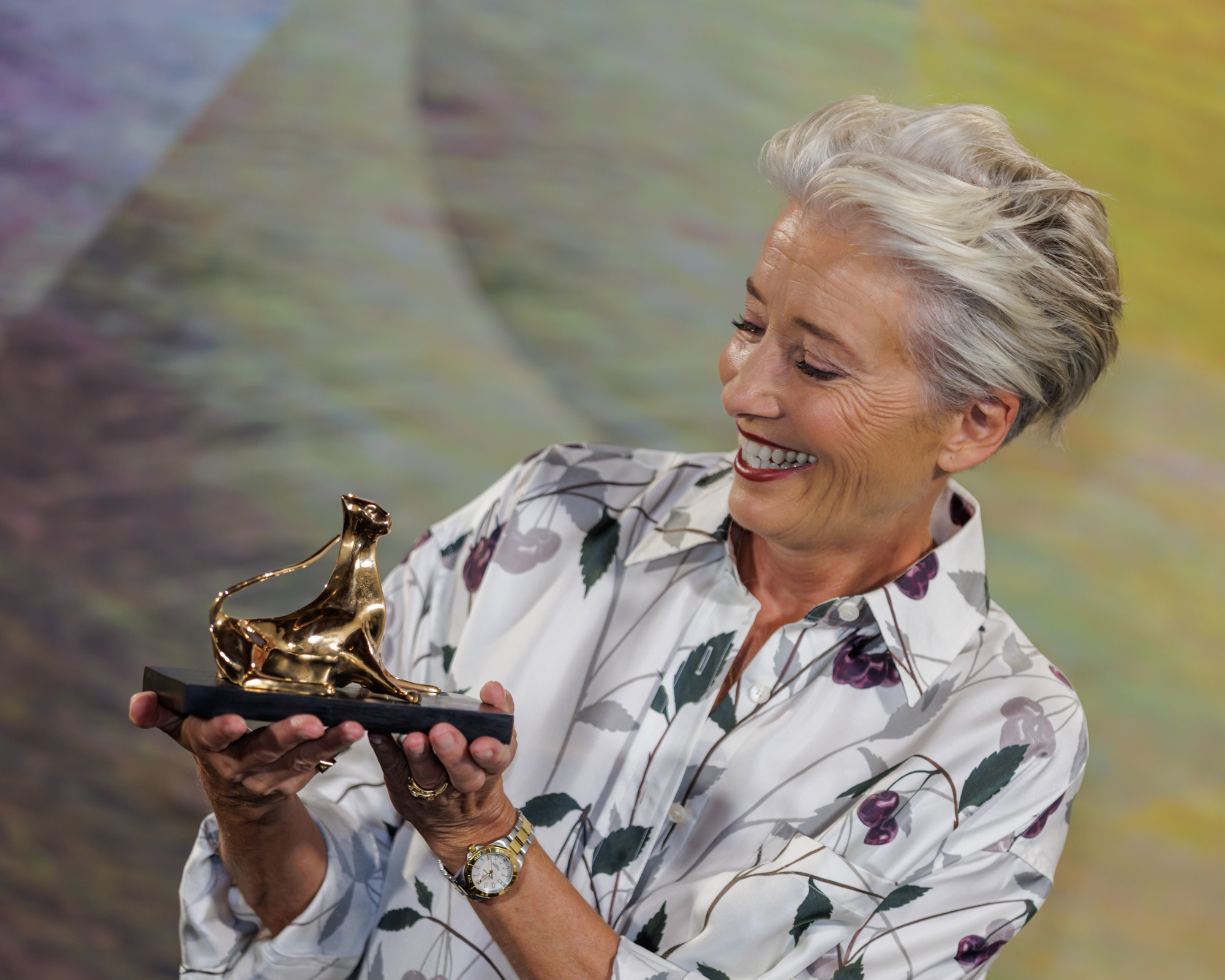
Emma Thompson recibe en 2025 el Premio del Club Leopardo que rinde homenaje a protagonistas del cine contemporáneo

El máximo galardón del festival es el Leopardo de Oro. Durante años, hasta 1968 el premio que se atribuía a los vencedores representaba un pequeño baro de vela, en sintonía con la ciudad que acoge el festival. En 1968 se introdujo el leopardo, sin que se conozca las razones de la elección. La estatuilla fue concebida por el escultor suizo basado en Locarno Remo Rossi. La creencia popular es que el leopardo estaría relacionado con una especie de león, un "pardo" mitológico símbolo de la ciudad de Locarno donde se celebra el festival.

## Premios

### Premios del concurso internacional
- Leopardo de Oro. El premio principal es asignado por la ciudad de Locarno y el Distrito de Locarno. Reconoce a la mejor película de este concurso internacional.
- Premio especial del jurado. Ofrecido por las comunas de Ascona y Losone corresponde a la segunda mejor película del concurso.
- Leoardo de plata. Premio de la ciudad y del distrito de Locarno al mejor productor y al mejor director.
- Leopardo a la mejor interpretación femenina. * Leopardo a la mejor interpretación masculina.

### Premios del concurso Cineasta del presente
- Leopardo de oro Cineasta del presente. Mejor película del concurso Cineasta del presente en calidad de primer o segundo largometraje.
- Premio especial del jurado Ciné+ Cineasta del presente. Patrocinado por el canal de televisión francés Ciné+ del grupo Canal+.
- Leopardo a la mejor ópera prima.
- Leopardo al mejor director emergente.

### Premios del concurso Leopardo del mañana (cortometraje y mediometraje)
- Pequeño Leopardo de oro al mejor corto internacional - Premio SRG SSR.
- Pequeño Leopardo de oro al mejor corto Suizo - Premio Swiss Life.
- Pequeño Leopardo de plata al mejor corto internacional - Premio SSR SRG
- Pequeño Leopardo de plata al mejor corto Suizo - Premio Swiss Life.
- Nominación de Locarno al European Film Awards - Premio Planifica. Al corto realizado por un director europeo en una de las secciones del festival;incluye nominación a los Premios del cine europeo
- Premio Action Light a la mejor esperanza Suiza.
- Premio Film und Video Untertitelung. Patrocinado por Film und Video Untertitelung Gerhard Lehmann AG.

### Premios Piazza Grande
- Premio del público UBS
- Premio Variety Piazza Grande. Asignado por un jurado compuesto por críticos del semanario Estadounidense Variety
- Leopardo a la mejor ópera prima.

### Premios especiales
- Leopardo de honor Swisscom. Otorgado al director más apreciado del público.
- Excellence Award Moët & Chandon. Asignado a una gran personalidad en el mundo del cine. Patrocinado por la casa francesa de champagne Moët & Chandon.
- Premio Raimondo Rezzonico al mejor productor independiente. Premio otorgado por el Cantón del Tesino.
- Vision Award. Premio que homenajea a personalidades cuyo trabajo hayan ampliado horizontes en el campo cinematográfico.
- Lifetime Achievement. Otorgado a personalidades que se comprendan como leyendas del cine.

## Galería de fotos
Durante el Festival:

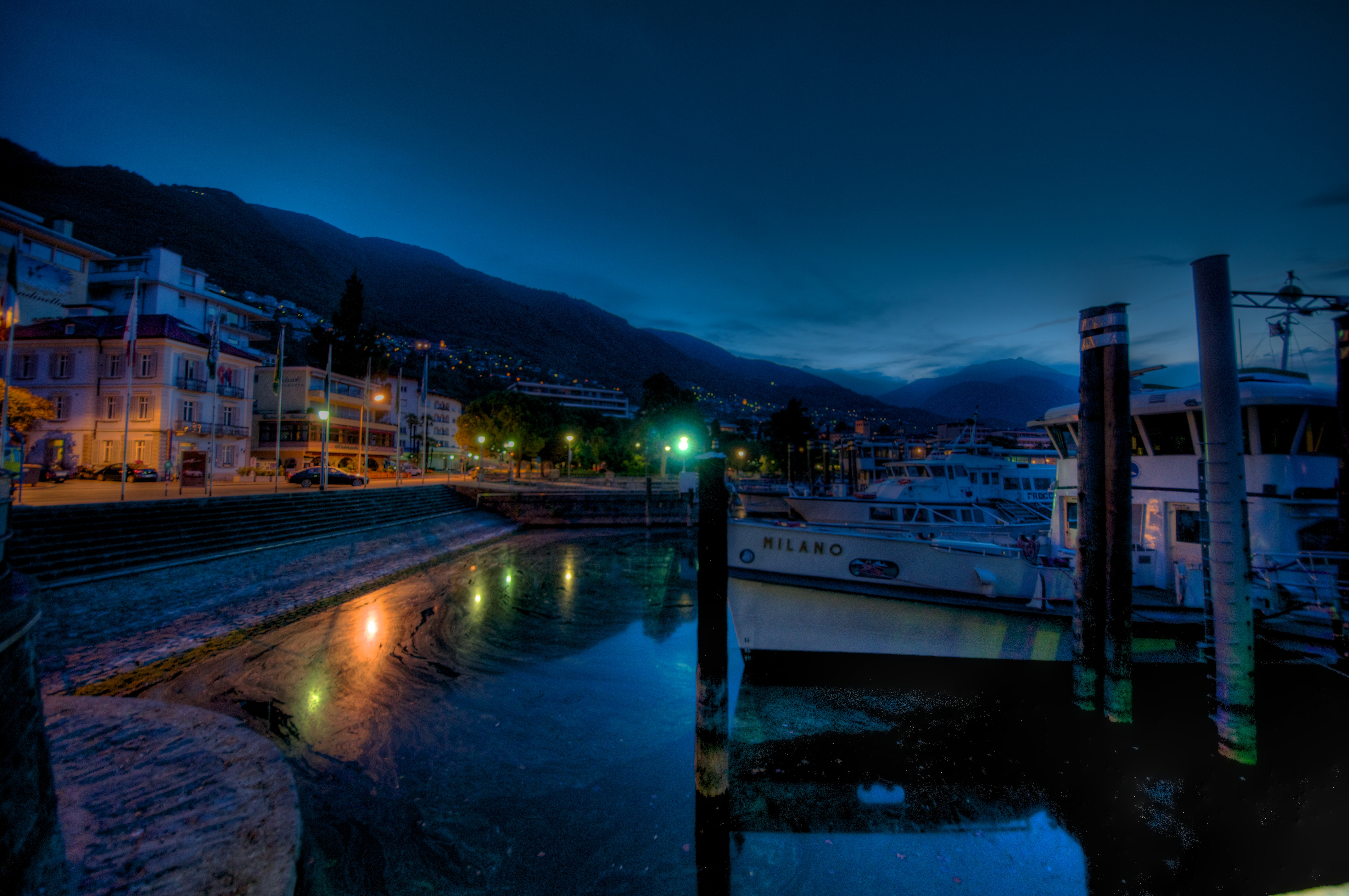
Locarno durante la noche.
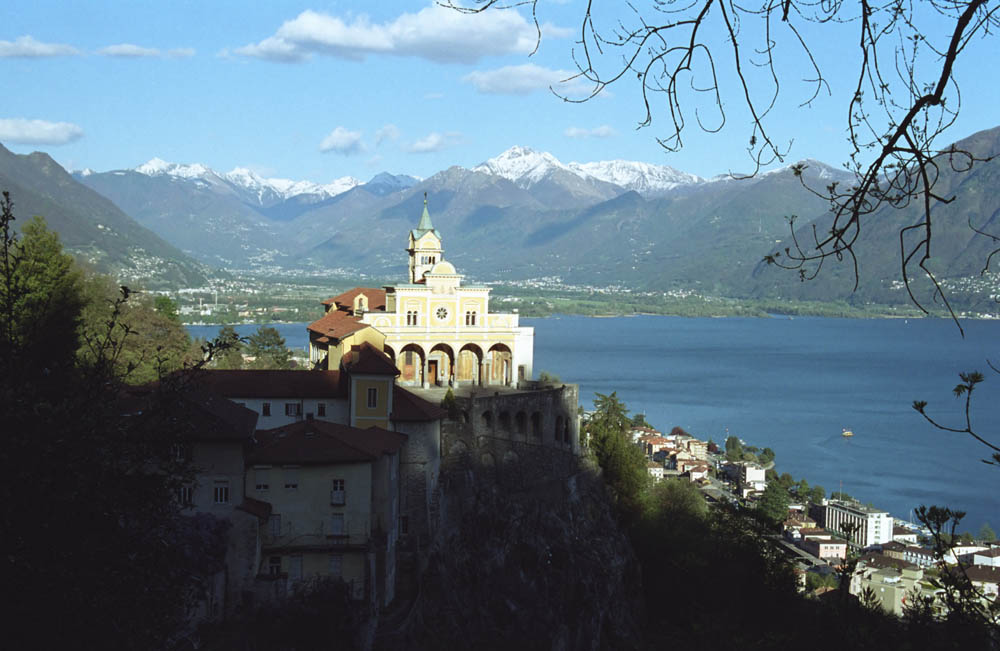
La région de Locarno de Madonna del Sasso.
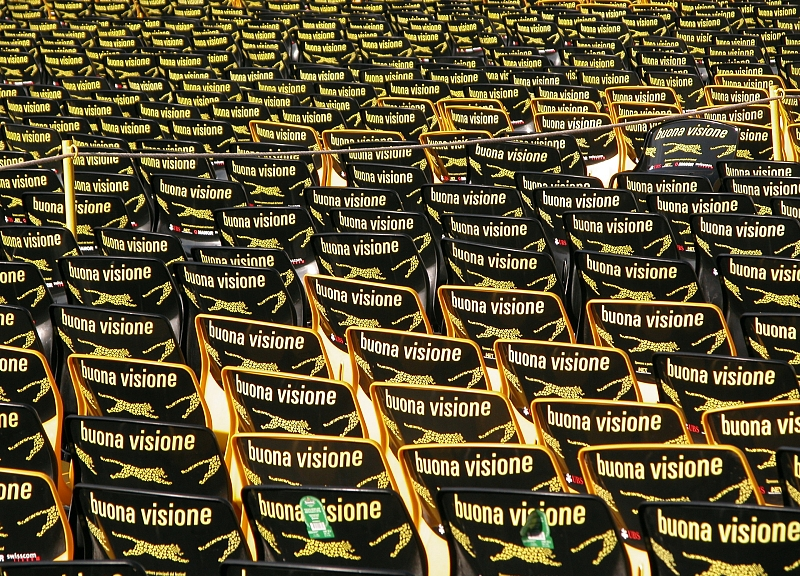
Chaise dans Piazza Grande (Locarno).
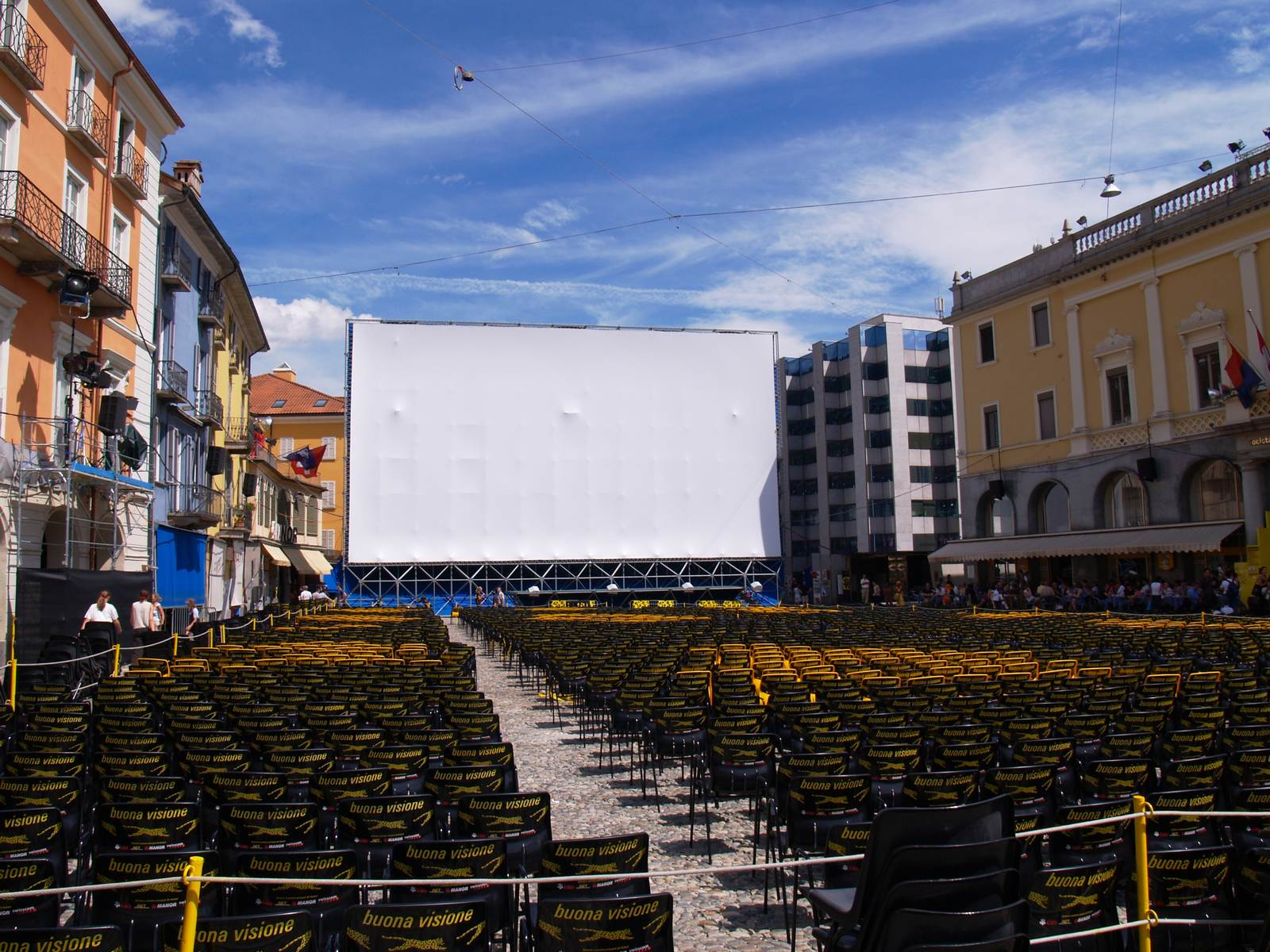
La pantalla in Piazza Grande.
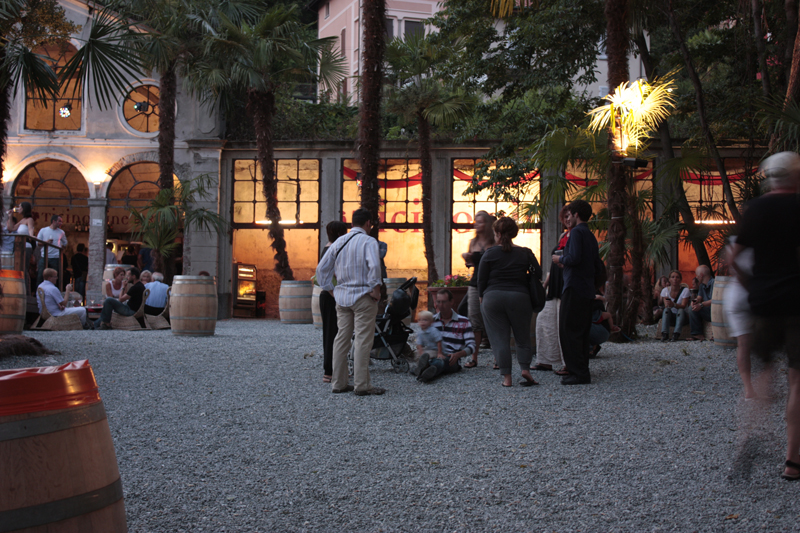
Vida nocturna de Festival, Locarno City Garden.
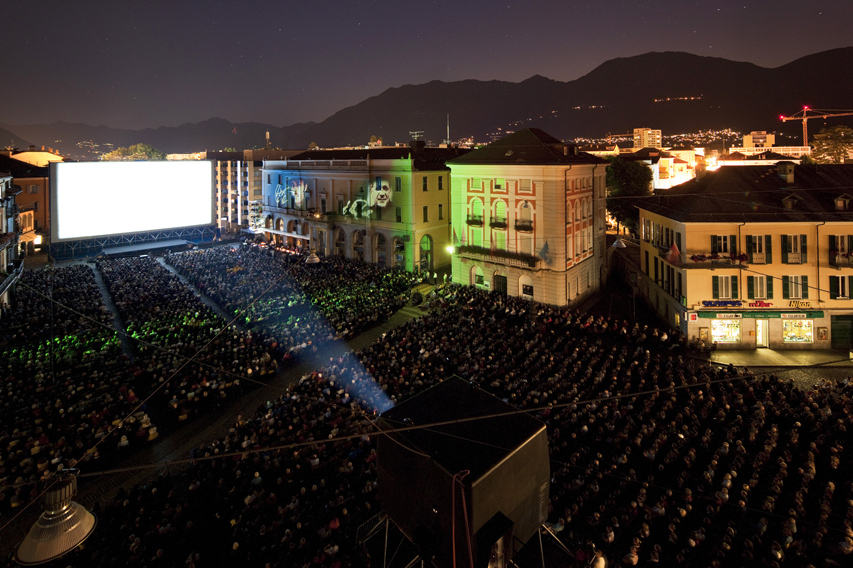
La Piazza Grande durante la proyeccìon de Festival